# Готчкісс (Колорадо)
Готчкісс (англ. Hotchkiss) — місто (англ. town) в США, в окрузі Дельта штату Колорадо. Населення — 875 осіб (2020).

## Географія
Готчкісс розташований за координатами 38°47′56″ пн. ш. 107°42′49″ зх. д. / 38.79889° пн. ш. 107.71361° зх. д. (38.799006, -107.713563).  За даними Бюро перепису населення США в 2010 році місто мало площу 2,36 км², уся площа — суходіл.

## Демографія
Згідно з переписом 2010 року, у місті мешкали 944 особи в 422 домогосподарствах у складі 247 родин. Густота населення становила 401 особа/км².  Було 471 помешкання (200/км²).
Расовий склад населення:
| - 92,9 % — білих - 0,8 % — корінних американців - 0,5 % — азіатів - 0,1 % — чорних або афроамериканців - 4,4 % — осіб інших рас |

До двох чи більше рас належало 1,2 %. Частка іспаномовних становила 14,7 % від усіх жителів.
За віковим діапазоном населення розподілялося таким чином: 22,9 % — особи молодші 18 років, 60,3 % — особи у віці 18—64 років, 16,8 % — особи у віці 65 років та старші. Медіана віку мешканця становила 41,1 року. На 100 осіб жіночої статі у місті припадало 96,7 чоловіків;  на 100 жінок у віці від 18 років та старших — 92,1 чоловіків також старших 18 років.
Середній дохід на одне домашнє господарство  становив 51 571 долар США (медіана — 31 818), а середній дохід на одну сім'ю — 66 595 доларів (медіана — 40 625). За межею бідності перебувало 18,2 % осіб, у тому числі 23,2 % дітей у віці до 18 років та 3,6 % осіб у віці 65 років та старших.
Цивільне працевлаштоване населення становило 399 осіб. Основні галузі зайнятості: мистецтво, розваги та відпочинок — 15,8 %, сільське господарство, лісництво, риболовля — 15,5 %, освіта, охорона здоров'я та соціальна допомога — 12,3 %.